# Sergej Kusjtjenko
Sergej Kusjtjenko, född 1961 i Perm, dåvarande Sovjetunionen, är en rysk tidigare basketdirektör som tog CSKA Moskva till fyra raka Euroleague-finaler.
2009 utsågs han att leda den ryska skidskytteverksamheten .